# Gisela Zick
Gisela Zick (* 1944 in Saarbrücken) ist eine deutsche Filmeditorin und Regieassistentin.

## Leben
Gisela Zick war in jungen Jahren schon beim Kinderfunk des Radio Saarbrücken aktiv. Nach der mittleren Reife macht sie zunächst eine Ausbildung im Bereich Tonschnitt beim SR-Hörfunk, danach als Filmeditorin beim SR-Fernsehen; zusätzlich betätigt sie sich als Regieassistentin. Seit 1980 lebte sie in München und war als Studioregisseurin für Unterhaltungssendungen des BR tätig, darunter für Dingsda und Herzblatt. Seit 2004 lebt sie in Berlin.
Für ihre Montage des Kinospielfilms Milchwald wurde Gisela Zick 2005 für den Schnitt-Preis des Festivals Filmplus nominiert. Für Lieber Thomas wurde sie 2022 mit dem Deutschen Filmpreis in der Kategorie Bester Schnitt ausgezeichnet.

## Filmografie (Auswahl)
- 1976: Wir pfeifen auf den Gurkenkönig
- 1980: Tatort: Tote reisen nicht umsonst (Fernsehreihe)
- 1997: Im Namen der Unschuld
- 2000–2011: Rosamunde Pilcher (Fernsehreihe, 15 Folgen)
- 2001: Polizeiruf 110: Bei Klingelzeichen Mord (Fernsehreihe)
- 2003: Milchwald
- 2003: Mein Vater
- 2004: Tatort: Verraten und verkauft
- 2004: Polizeiruf 110: Winterende
- 2005: Der Staatsanwalt: Henkersmahlzeit
- 2006: Sommer ’04
- 2006: Polizeiruf 110: Kleine Frau
- 2007: Der Staatsanwalt: Glückskinder
- 2007: Freischwimmer
- 2008: Polizeiruf 110: Rosis Baby
- 2008: Polizeiruf 110: Verdammte Sehnsucht
- 2009: Haus und Kind
- 2009: Polizeiruf 110: Endspiel
- 2010: Keiner geht verloren
- 2010: Zimtstern und Halbmond
- 2011: Liebe ohne Minze
- 2011: Nacht ohne Morgen
- 2012: Tatort: Fette Hunde
- 2013: Die Frau von früher
- 2013: Tatort: Borowski und der Engel
- 2014: Monsoon Baby
- 2015: Herr Lenz reist in den Frühling
- 2015: Tatort: Freddy tanzt
- 2017: Zuckersand
- 2018: Spätwerk
- 2021: Tatort: Wo ist Mike?
- 2021: Lieber Thomas
- 2023: Tatort: Borowski und das unschuldige Kind von Wacken
- 2024: Die Herrlichkeit des Lebens